# 朝菜きり
朝菜 きり（あさな きり、4月9日 - ）は、日本の女性漫画家。大阪府出身。
1995年、『りぼん初夏のびっくり大増刊号』（集英社）にて「はあと理想」でデビュー。第36回りぼん新人漫画賞で佳作を受賞した。

## 関連書籍
- りぼん新人まんが家デビュー作集 10 ISBN 9784088538440
  - 1996年2月20日発行　　
  - 「はあと理想」他5編収録
- 恋は花マルッ ISBN 9784088560151 全1巻
  - 1997年4月20日発行
  - 併録:毎日が××、とびきりの女の子になる、だって好きだから、はあと理想（デビュー作）、THEデビュー
- 好きがいっぱい ISBN 9784088560762 全1巻
  - 1998年4月20日発行
  - 併録:悪魔のランプ、ぷりぷりプリティ!、ラブらぶいーカンジ
- ホワイトベリィ! ISBN 9784088564289 全1巻
  - 2002年12月16日発行
  - 併録:ぴっかぴかの素、P・A・P・A、君とまた、ここで

## 単行本未収録の作品
- ときめき戦争（りぼん1998年早春のびっくり大増刊号）
- らんらんPower（りぼんオリジナル1998年6月号）
- KOMARIちゃんねる（りぼん1999年早春のびっくり大増刊号）
- KOMARIちゃんねる（りぼん1999年春のびっくり大増刊号）
- ひとみ元気りぼん（りぼん1999年秋のびっくり大増刊号）
- 天然色スペシャル（りぼん2000年春のびっくり大増刊号）
- るりいろ浪漫（りぼん2000年夏休みおたのしみ増刊号）
- PUKUPUKUぷっくん!（りぼんオリジナル2002年10月号）
- 踊りっ娘（りぼん2003年夏休みびっくり大増刊号）